# Austrolebias
Austrolebias is een geslacht van straalvinnige vissen uit de familie van de killivisjes (Rivulidae).

## Soorten
- Austrolebias adloffi (Ahl, 1922)
- Austrolebias affinis (Amato, 1986)
- Austrolebias alexandri (Castello & López, 1974)
- Austrolebias apaii Costa, Laurino, Recuero & Salvia, 2006
- Austrolebias arachan Loureiro, Azpelicueta & García, 2004
- Austrolebias araucarianus Costa, 2014
- Austrolebias bagual Volcan, Lanés & Gonçalves, 2014
- Austrolebias bellottii (Steindachner, 1881)
- Austrolebias carvalhoi (Myers, 1947)
- Austrolebias charrua Costa & Cheffe, 2001
- Austrolebias cheradophilus (Vaz-Ferreira, Sierra de Soriano & Scaglia de Paulete, 1965)
- Austrolebias cinereus (Amato, 1986)
- Austrolebias cyaneus (Amato, 1987)
- Austrolebias duraznensis (García, Scvortzoff & Hernández, 1995)
- Austrolebias elongatus (Steindachner, 1881)
- Austrolebias gymnoventris (Amato, 1986)
- Austrolebias ibicuiensis (Costa, 1999)
- Austrolebias jaegari Costa & Cheffe, 2002
- Austrolebias juanlangi Costa, Cheffe, Salvia & Litz, 2006
- Austrolebias litzi Costa, 2006
- Austrolebias luteoflammulatus (Vaz-Ferreira, Sierra de Soriano & Scaglia de Paulete, 1965)
- Austrolebias melanoorus (Amato, 1986)
- Austrolebias minuano Costa & Cheffe, 2001
- Austrolebias monstrosus (Huber, 1995)
- Austrolebias nachtigalli Costa & Cheffe, 2006
- Austrolebias nigripinnis (Regan, 1912)
- Austrolebias nigrofasciatus Costa & Cheffe, 2001
- Austrolebias nioni (Berkenkamp, Reichert & Prieto, 1997)
- Austrolebias nonoiuliensis (Taberner, Fernández-Santos & Castelli, 1974)
- Austrolebias paranaensis Costa, 2006
- Austrolebias patriciae (Huber, 1995)
- Austrolebias paucisquama Ferrer dos Santos, Malabarba & Costa, 2008
- Austrolebias pelotapes Costa & Cheffe, 2017
- Austrolebias periodicus (Costa, 1999)
- Austrolebias pongondo Costa & Cheffe, 2017
- Austrolebias prognathus (Amato, 1986)
- Austrolebias quegay Serra & Loureiro, 2018
- Austrolebias quirogai Loureiro, Duarte & Zarucki, 2011
- Austrolebias reicherti (Loureiro & García, 2004)
- Austrolebias robustus (Günther, 1883)
- Austrolebias toba Calviño, 2006
- Austrolebias univentripinnis Costa & Cheffe, 2005
- Austrolebias vandenbergi (Huber, 1995)
- Austrolebias varzeae Costa, Reis & Behr, 2004
- Austrolebias vazferreirai (Berkenkamp, Etzel, Reichert & Salvia, 1994)
- Austrolebias viarius (Vaz-Ferreira, Sierra de Soriano & Scaglia de Paulete, 1965)
- Austrolebias wolterstorffi (Ahl, 1924)